# Wonderland (manga)
Wonderland (ワンダーランド?) è un manga scritto e disegnato da Yūgo Ishikawa. In Giappone la serie è stata pubblicata da Shogakukan sulla rivista Big Comic Superior dal 2014 al 2017 e raccolta in sei volumi. In Italia la serie è stata pubblicata da J-Pop dal 2018 al 2019.

## Volumi
| Nº | Data di prima pubblicazione | Data di prima pubblicazione | Data di prima pubblicazione | Data di prima pubblicazione |
| Nº | Giapponese                  | Giapponese                  | Italiano                    | Italiano                    |
| -- | --------------------------- | --------------------------- | --------------------------- | --------------------------- |
| 1  | 30 ottobre 2015             | ISBN 978-4-09-187298-2      | 30 maggio 2018              | ISBN 978-88-3275-422-3      |
| 2  | 28 aprile 2016              | ISBN 978-4-09-187600-3      | 18 luglio 2018              | ISBN 978-88-3275-497-1      |
| 3  | 30 agosto 2016              | ISBN 978-4-09-187738-3      | 3 ottobre 2018              | ISBN 978-88-3275-562-6      |
| 4  | 28 dicembre 2016            | ISBN 978-4-09-189264-5      | 14 novembre 2018            | ISBN 978-88-3275-635-7      |
| 5  | 30 giugno 2017              | ISBN 978-4-09-189514-1      | 30 gennaio 2019             | ISBN 978-88-3275-697-5      |
| 6  | 30 novembre 2017            | ISBN 978-4-09-189690-2      | 13 marzo 2019               | ISBN 978-88-3275-769-9      |